# Kolno, Condado de Drawsko
Kolno [ˈkɔlnɔ] (en alemán: Steinbeck) es un pueblo ubicado en el distrito administrativo de Gmina Ostrowice, dentro del Condado de Drawsko, Voivodato de Pomerania Occidental, en el norte de Polonia occidental. Se encuentra aproximadamente a 3 kilómetros al oeste de Ostrowice, a 16 kilómetros al noreste de Drawsko Pomorskie, y a 94 kilómetros al este de la capital regional Szczecin.
Antes de 1945, el área era parte de Alemania. Para la historia de la región, véase Historia de Pomerania.
El pueblo tiene una población de sólo 20 habitantes.